# Zisis Babanasis
Zisis Babanasis –en griego, Ζήσης Μπαμπανάσης– (Budapest, Hungría, 3 de agosto de 1964) es un deportista griego que compitió en esgrima, especialista en la modalidad de sable. Ganó una medalla de bronce en el Campeonato Europeo de Esgrima de 1991, en la prueba individual.

## Palmarés internacional
| Campeonato Europeo | Campeonato Europeo | Campeonato Europeo | Campeonato Europeo |
| Año                | Lugar              | Medalla            | Prueba             |
| ------------------ | ------------------ | ------------------ | ------------------ |
| 1991               | Viena (Austria)    | Medalla de bronce  | Sable individual   |